# Halysidota fumosa
Halysidota fumosa là một loài bướm đêm thuộc phân họ Arctiinae, họ Erebidae.